# Affaire Denis Vadeboncœur
L'affaire Denis Vadeboncœur est une affaire judiciaire mettant en cause le prêtre Denis Vadeboncœur, membre des Religieux de Saint-Vincent-de-Paul, condamné à deux reprises pour avoir agressé sexuellement des enfants en 1985 au Canada puis en 2005 en France.

## Historique
Denis Vadeboncœur, né en 1940 au Canada, est arrêté en février 1985, alors qu'il était vicaire de la paroisse Saint-Benoît-Abbé, à Sainte-Foy dans la province de Québec (Sainte-Foy est intégrée depuis 2002 à la ville de Québec). Denis Vadeboncœur est condamné en 1985 à 20 mois de prison au Québec pour de multiples faits de pédophilie, : « grossière indécence, sodomie et agressions sexuelles sur quatre adolescents âgés entre 12 et 17 ». Après avoir exécuté un tiers de sa peine, il suit une thérapie pendant un an.

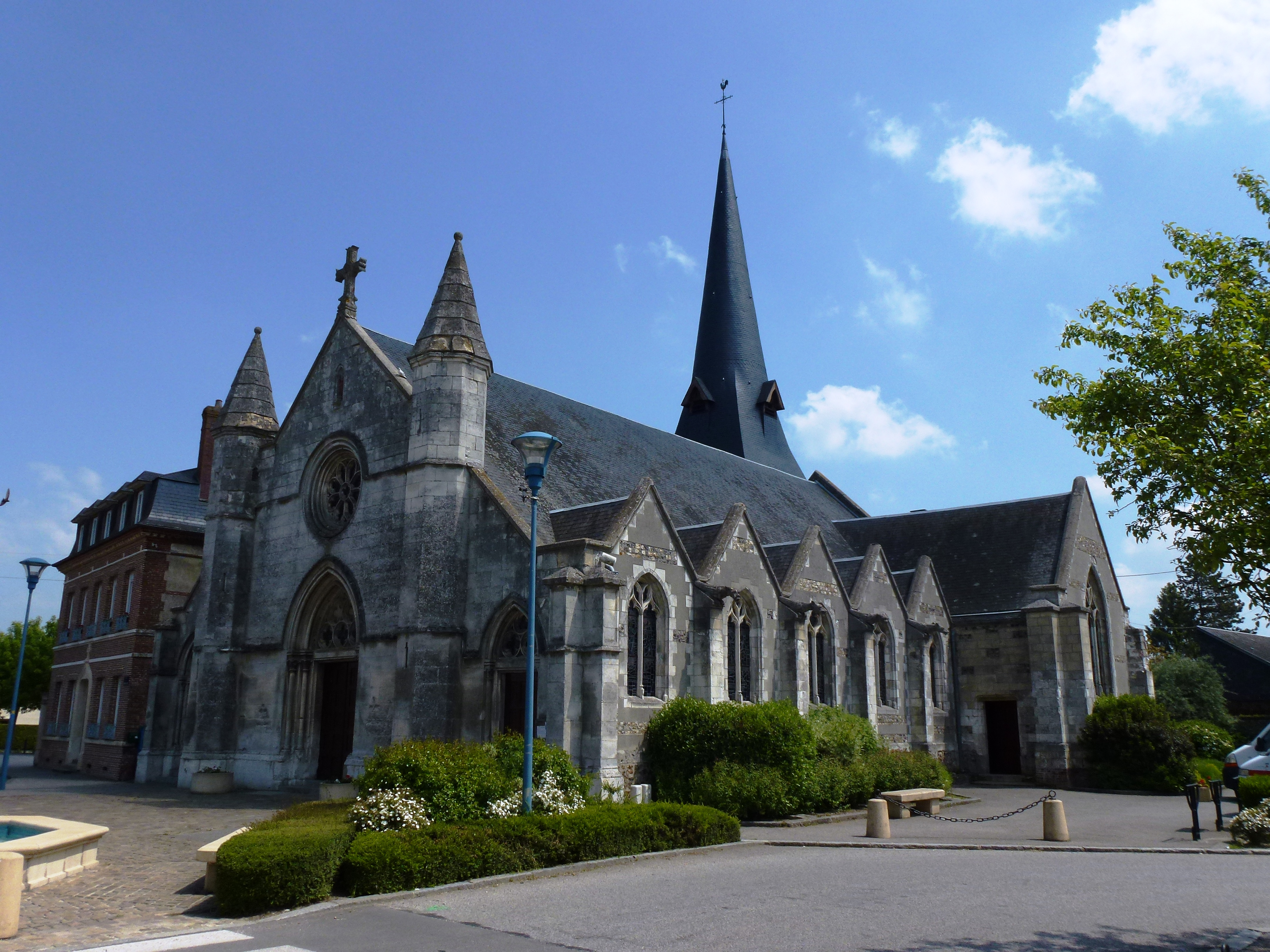
Église de Lieurey.

Denis Vadeboncœur rejoint la France après sa thérapie en 1987 et s'installe dans la région d'Évreux dans l'Eure, en région Normandie. Les responsables de la province canadienne des Religieux de Saint-Vincent-de-Paul contactent alors les responsables du diocèse d'Évreux pour les informer du casier judiciaire du prêtre,. Malgré cette alerte, l'évêque du diocèse d'Évreux, Jacques Gaillot, le nomme dans la paroisse de Lieurey. Ainsi le prêtre est de nouveau en contact avec des enfants. En 2000, un jeune homme porte plainte pour viol contre Denis Vadeboncœur, pour des faits qui se seraient déroulés autour de 1990 alors qu'il était encore mineur . 
En 2005, Denis Vadeboncœur est condamné à 12 ans de prison ferme pour les viols d’un mineur. Il décède en 2010, à l'âge de 70 ans, alors qu'il est incarcéré dans le centre de détention de Val-de-Reuil en Normandie.

## Rôle des évêques français
Jacques Gaillot, après avoir prétendu qu’il ignorait le passé pédophile de Vadeboncœur en 1988, finit par avouer qu’il en était au contraire parfaitement informé : « On rendait service. On vous demandait d’accueillir un prêtre indésirable et vous l'acceptiez. Ce que j’ai fait il y a plus de vingt ans, c’était une erreur ». 
Jacques Gaillot quitte le diocèse d'Evreux en 1995, il affirme avoir informé son successeur Jacques David, des antécédents judiciaires de  Denis Vadeboncoeur « Je lui ai dit ma préoccupation et il m'a entendu ». Jacques David conteste les propos de Jacques Gaillot et indique « Mgr Gaillot m'a dit qu'il y avait un problème avec Denis Vadeboncoeur, mais rien de plus ». Devant cette contradiction la présidente du tribunal s'indigne : « J'ai deux évêques qui prêtent serment et ne disent pas la même chose ».
Quand l'affaire est révélée au public, Jacques David exprime sa « compassion et miséricorde » pour Denis Vadeboncœur, « sans aucun mot pour la victime ». Il reconnaît qu' « il n'avait perçu que tardivement la gravité » du problème de la pédophilie.